# Chartreuse (bergskedja)

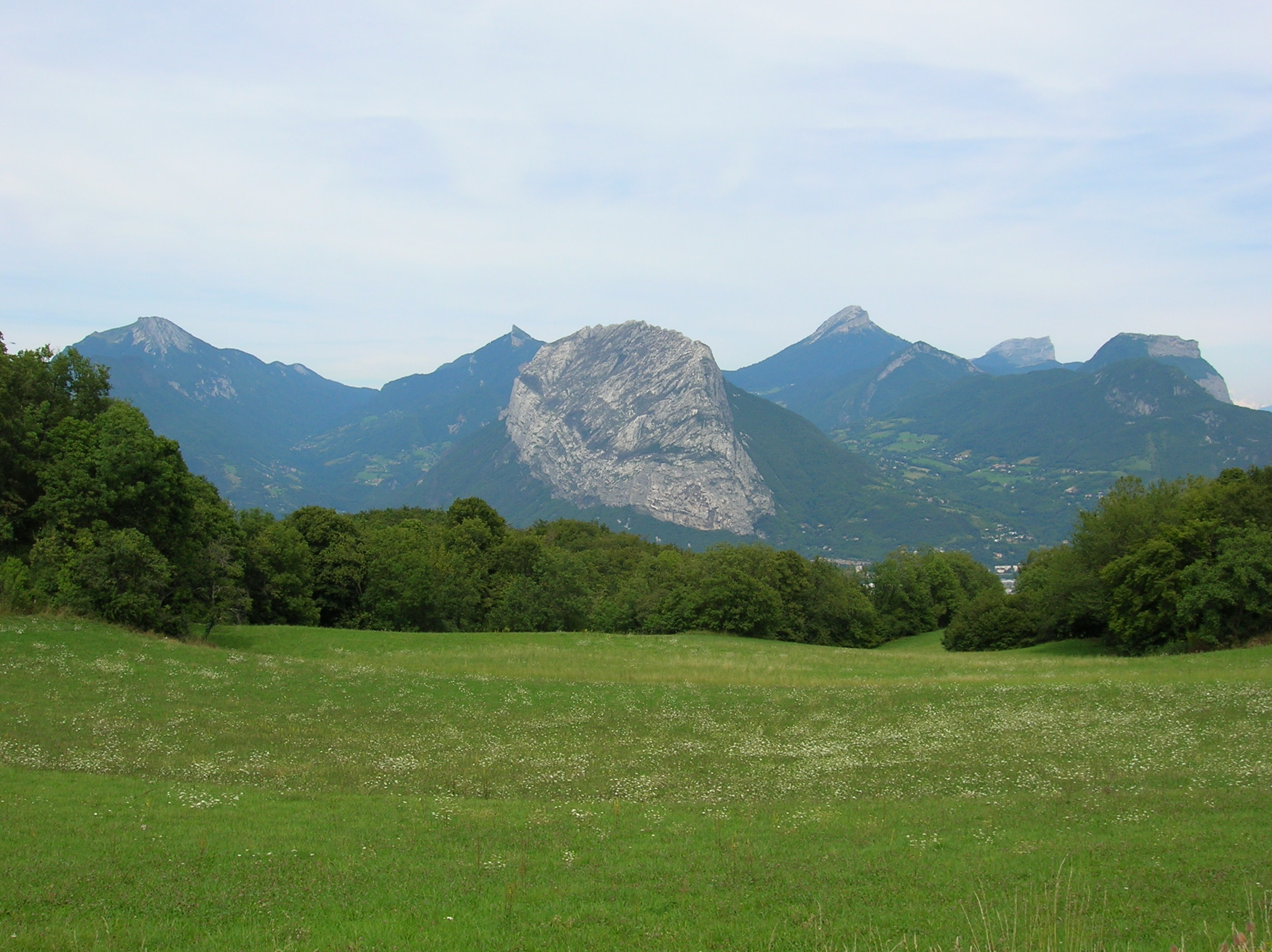
Chartreuse

Karta över Chartreuse massivet

Chartreuse  är en bergskedja i sydöstra Frankrike mellan Chambéry och Grenoble. Den har bland annat gett namn åt likören Chartreuse, Kartusianorden (en munkorden) samt kattrasen chartreux.